# フランク・マーシャル
フランク・マーシャル（Frank Marshall、1946年9月13日 - ）は、アメリカ合衆国の映画プロデューサー、映画監督。妻のキャスリーン・ケネディと共に、多くのスピルバーグ作品を手がけている。アンブリン・エンターテインメントの共同設立者でもある。2018年にアカデミーより、夫妻で同時にアービング・G・タルバーグ賞が授与された。

## 主なプロデュース作品
- ペーパー・ムーン Paper Moon（1973）
- ニッケルオデオン Nickelodeon（1976）
- ウォリアーズ The Warriors（1979）
- レイダース/失われたアーク《聖櫃》 Raiders of the Lost Ark（1981）
- ポルターガイスト Poltergeist（1982）
- インディ・ジョーンズ/魔宮の伝説 Indiana Jones and the Temple of Doom（1984）
- グレムリン Gremlins（1984）
- グーニーズ The Goonies（1985）
- ヤング・シャーロック/ピラミッドの謎 Young Sherlock Holmes（1985）
- バック・トゥ・ザ・フューチャー Back to the Future（1985）
- カラーパープル The Color Purple（1985）
- アメリカ物語 An American Tail（1986）
- 太陽の帝国 Empire of the Sun（1987）
- ロジャー・ラビット Who Framed Roger Rabbit（1988）
- リトルフット The Land Before Time（1988）
- インディ・ジョーンズ/最後の聖戦 Indiana Jones and the Last Crusade（1989）
- 晩秋 Dad（1989）
- バック・トゥ・ザ・フューチャー PART2 Back to the Future Part II（1989）
- オールウェイズ Always（1989）
- バック・トゥ・ザ・フューチャー PART3 Back to the Future Part III（1990）
- アメリカ物語2/ファイベル西へ行く An American Tail: Fievel Goes West（1991）
- ケープ・フィアー Cape Fear（1991）[4]
- フック Hook（1991）
- シックス・センス The Sixth Sense（1999）
- ヒマラヤ杉に降る雪 Snow Falling on Cedars（1999）
- マップ・オブ・ザ・ワールド A Map of the World（1999）
- ボーン・アイデンティティー The Bourne Identity（2002）
- サイン Signs（2002）
- シービスケット Seabiscuit（2003）
- ボーン・スプレマシー The Bourne Supremacy（2004）
- Mr.3000 Mr.3000（2004）
- 南極物語 Eight Below（2006）
- ボーン・アルティメイタム The Bourne Ultimatum（2007）
- スパイダーウィックの謎 The Spiderwick Chronicles（2008）
- ベンジャミン・バトン 数奇な人生 The Curious Case of Benjamin Button（2008）
- インディ・ジョーンズ/クリスタル・スカルの王国 Indiana Jones and the Kingdom of the Crystal Skull（2008）
- 正義のゆくえ I.C.E.特別捜査官 Crossing Over（2009）
- 崖の上のポニョ PONYO（2009）英語版
- エアベンダー The Last Airbender（2010）
- ヒア アフター Hereafter（2010）
- 戦火の馬 War Horse（2011）製作総指揮
- 借りぐらしのアリエッティ The Secret World of Arrietty（2012）英語版
- ボーン・レガシー The Bourne Legacy（2012）
- コクリコ坂から From Up On Poppy Hill（2012）英語版
- 風立ちぬ The Wind Rises（2014）英語版
- かぐや姫の物語 The Secret World of Arrietty（2014）英語版
- 思い出のマーニー When Marnie Was There（2015）英語版
- ジュラシック・ワールド Jurassic World（2015）
- おもひでぽろぽろ Only Yesterday（2016）英語版
- ジェイソン・ボーン Jason Bourne（2016）
- ハドソン川の奇跡 Sully（2016）
- ジュラシック・ワールド/炎の王国 Jurassic World: Fallen Kingdom（2018）
- ジュラシック・ワールド/新たなる支配者 Jurassic World: Dominion（2018）
- ツイスターズ Twisters（2024）
- ジュラシック・ワールド/復活の大地 Jurassic World Rebirth（2025）

## 監督作品
- アラクノフォビア Arachnophobia（1990）
- 生きてこそ Alive（1993）
- コンゴ Congo（1995）
- 南極物語 Eight Below（2006）